# Theodore Lyman (fysiker)
Theodore Lyman, född 23 november 1874 i Boston, Massachusetts, USA, död 11 oktober 1954 i Cambridge, var en amerikansk fysiker.
Lyman var från 1917 professor vid Harvard University. Han utförde  spektroskopiska arbeten inom det så kallade vakuum-ultravioletta våglängdsområdet för vilket han hade konstruerat en spektrograf. Detta är även idag tekniskt komplicerat, eftersom luften absorberar strålning iinom området, och därför måste hållas borta. En linje i väteatomens spektrum, som Lyman upptäckte 1906, bär hans namn.

## Utmärkelser
Lyman tilldelades Rumfordpriset 1918.
Nedslagskratern Lyman på månen och asteroiden 12773 Lyman är uppkallade efter honom.